# Сан-Салвадор-ду-Кампу
Сан-Салвадор-ду-Кампу (порт. São Salvador do Campo) — район (фрегезия) в Португалии, входит в округ Порту. Является составной частью муниципалитета Санту-Тирсу. Находится в составе крупной городской агломерации Большой Порту. По старому административному делению входил в провинцию Дору-Литорал. Входит в экономико-статистический субрегион Аве, который входит в Северный регион. Население составляет 1134 человека на 2001 год. Занимает площадь 1,56 км².